# Solo (film, 2023)
Solo je kanadský hraný film z roku 2023, který režírovala Sophie Dupuis podle vlastního scénáře. Film vypráví o složitých romantických i rodinných vztazích Simona vystupujícího jako drag queen v montrealském klubu. V ústřední milenecké dvojici účinkují Théodore Pellerin, známý například z filmů Vymazaný kluk či Genesis (oba 2018), který si zde zopakoval spolupráci s tvůrkyní z obou jejích předchozích filmů, a francouzský herec Félix Maritaud, který hrál např. ve snímcích 120 BPM (2017) či Zatoulaný (2018).

## Děj
Film vypráví příběh Simona (Théodor Pellerin), který vedle úspěšné kariéry a milující rodiny vystupuje v místním klubu jako drag queen. Do queer kolektivu klubu ovšem vstoupí svůdný nováček z Francie Olivier (Félix Maritaud) a mezi oběma vzniká nejprve flirt, následně vášnivá romance a také umělecká spolupráce. Simonova sestra Maude ochranitelsky znejistí, když se začnou projevovat Olivierovy ovladatelské tendence. Situaci navíc zkomplikuje návrat biologické matky Simona a Maude do Montréalu, kde se příběh odehrává. Claire je operní diva a své děti před 15 lety opustila, při své zastávce ve městě však chce zpřetrhané vztahy opět navázat a Simon se snaží na ni udělat dojem.

## Obsazení
| Théodore Pellerin  | Simon   |
| Félix Maritaud     | Olivier |
| Anne-Marie Cadieux | Claire  |
| Jean Marchand      | Frida   |
| Tommy Joubert      | ?       |

## Uvedení a přijetí
Snímek měl světovou premiéru 9. září 2023 na kanadském festivalu Toronto International Film Festival, kde vyhrál i cenu pro nejlepší kanadský celovečerní film. V listopadu 2024 vyhrál cenu hlavní poroty pro nejlepší celovečerní film na českém queer festivalu Mezipatra, kde byl uveden pod českým festivalovým názvem Sólo.
Todd Gilchrist z magazínu Variety ocenil působivou vizualitu a emocionalitu i hudební složku filmu a vyzvedl vykreslení osobní a umělecké krize ústředního hrdiny v jeho „sugestivní a hluboce působivé charakterové studii“, přičemž označil Sólo za jeden z nejlepších filmů roku. David Opie z IndieWire udělil snímku celkové hodnocení A- a mimo jiné uvedl, že režisérka s pomocí choreografa Gerarda X. Reyese a talentů montrealského dragu vytvořila „euforický milostný dopis dragu, který se vyhýbá klišé a naopak oslavuje pospolitost Simonova sesterstva a to, jak Simon sám čerpá sílu z Glore Gore, svého zářivého alter ega“.